# Johann Friedrich Julius Schmidt
Johann Friedrich Julius Schmidt (Eutin, Alemania, 25 de octubre de 1825-Atenas, Grecia, 7 de febrero de 1884) fue un astrónomo y geofísico alemán.

## Biografía
Siendo todavía estudiante en una escuela de Hamburgo, destacó por su sentido de las formas y su capacidad para realizar dibujos, mostrando un gran interés por la ciencia. Con 14 años recibió una copia de Selenotopographische Fragmente, obra de Johann Hieronymus Schröter, que despertó el interés por la selenografía, el estudio de la Luna, que mostró a lo largo de su vida. Durante su etapa escolar en Hamburgo pudo visitar el Observatorio de Altona, donde se familiarizó con el famoso mapa de la Luna realizado por Wilhelm Beer y Johann Heinrich Mädler.
Karl Rümker le enseñó los fundamentos de la observación astronómica (1842-1845). En 1845, obtuvo un puesto como ayudante en el Observatorio privado Benzenberg en Bilk, cerca de Düsseldorf, y un año más tarde pasó a trabajar en el Observatorio de Bonn a las órdenes de Friedrich Argelander. En 1853 fue nombrado director del Observatorio privado del Barón von Unkrechtsberg en Olmütz (actualmente Olomouc, República Checa). En 1858, finalmente, comenzó a dirigir el nuevo Observatorio de Atenas, donde los cielos claros eran muy adecuados para la observación astronómica, y donde permaneció el resto de su carrera.
Dedicó la mayor parte de su carrera, continuando su afición de juventud, a realizar dibujos de la Luna, preparando un detallado mapa de su relieve. En 1866 realizó un anuncio asombroso, afirmando que el cráter Linné había cambiado considerablemente de aspecto, iniciando una controversia que duró varias décadas. Proviniendo de un observador prudente y experimentado, su descubrimiento tuvo algún crédito; aunque por lo general, se consideró que no se habían podido demostrar los hechos señalados.
Hacia 1868 su mapa de la Luna estaba casi a punto, a pesar de que no le dio los retoques finales hasta 1874. Era el primer mapa de la Luna cuya calidad superaba la de la célebre selenografía de Beer y Mädler.
El 24 de noviembre de 1876 descubrió la Nova Cygni, también conocida como Q Cygni.
En 1878, Schmidt también editó y publicó la totalidad de las 25 secciones del mapa de la Luna confeccionadas por Wilhelm Gotthelf Lohrmann. Lohrmann había completado su mapa en 1836, pero había muerto en 1840 y solamente las cuatro primeras secciones del mapa habían sido publicadas en 1824.
Schmidt recibió el Premio Valz de la Academia de Ciencias de Francia, en reconocimiento a este trabajo selenográfico.
También estudió el vulcanismo y los fenómenos sísmicos terrestres, a veces arriesgando su propia vida. Fue un pionero en utilizar el barómetro aneroide para medir altitudes, y publicó un trabajo sobre la geografía
física de Grecia. Otros de sus intereses eran la naturaleza física de los cometas y el brillo y la periodicidad de las estrellas.
Recibió un doctorado honorario por la Universidad de Bonn en 1868. Cuando murió, el rey y la reina de Grecia acudieron a la oración fúnebre oficiada en el Observatorio de Atenas en su memoria.

## Eponimia
- El cráter lunar Schmidt lleva este nombre en su memoria, honor compartido con otros dos científicos del mismo apellido,[4] el astrónomo ruso Bernhard Schmidt (1879-1935) y el científico ruso Otto Schmidt (1891-1956).
- El cráter marciano Schmidt[5] también conmemora su nombre, honor compartido con el científico ruso del mismo apellido Otto Schmidt (1891-1956).

### Necrologías
- Astronomische Nachrichten, v. 108 (1884), pp. 129-130. (en alemán)
- Monthly Notices of the Royal Anstronomical Society, v. 45 (1885), pp. 211-212.
- The Observatory, v. 7 (1884), pp. 118-119.

- Datos: Q562111
- Multimedia: Johann Friedrich Julius Schmidt / Q562111